# غيرترود كولبيرن
غيرترود كولبيرن (بالإنجليزية: Gertrude Colburn)‏ هي نحّاتة أمريكية، ولدت في 1886، وتوفيت في 1968.